# Карабаш, Анна Владимировна
А́нна Влади́мировна Караба́ш (р. 22 июля 1977, Обнинск) — российская журналистка, PR-менеджер.

## Биография
Анна Карабаш родилась 22 июля 1977 года в Обнинске. Училась в обнинской школе № 12 в одном классе с будущей художницей и аниматором folga (псевдоним Ольги Фоминой). С седьмого класса продолжила учёбу в гуманитарном классе, где к ней и Фоминой присоединилась учившаяся в той же школе будущий кинорежиссёр, сценаристка и виджей Елена Тихонова. С восьмого класса Анна Карабаш перешла вместе с Еленой Тихоновой в Гуманитарный центр.
Окончила факультет журналистики Московского государственного университета имени М. В. Ломоносова.
Работала редактором в журналах «Домовой», Vogue, Harper’s Bazaar, была модератором блога «Здоровье и молодость» в проекте «Сноб».
С 2011 года занимается связями с общественностью, в том числе занималась стартапом Cabinet Lounge, продвигала поп-ап клуб Door 19, была директором по коммуникациям проекта «АртКвартал». В настоящее время — PR-директор предпринимателя и инвестора в сектор FMCG Ивана Сидорка, в частности центра кулинарных стартапов Mabius.
Продолжает писать статьи в Tatler и Forbes.
Активная сторонница велнеса и связанных с ним практик.

### Семья
- Дед — Алексей Георгиевич Карабаш, советский и российский химик, изобретатель. Участник Второй мировой войны. Один из создателей первой советской атомной бомбы РДС-1 и первой в мире Обнинской АЭС.
- Отец — Владимир Алексеевич Карабаш (р. 1947).
- Сёстры:
  - Ярослава Владимировна Карабаш (р. 1973).
  - Полина Владимировна Пилюгина (урождённая Карабаш, р. 1979).

Замужем, есть сын.

## Интервью
- Жукова Яна. Анна Карабаш: «В целом, я либо лежу, либо куда-то бегу». Organic Woman (7 марта 2018). Дата обращения: 8 мая 2022.